# Donato Rossetti
Donato Rossetti (Livorno, 1633-Turín, 1686) fue un religioso, científico y profesor universitario italiano.

## Biografía
Rossetti nació el Livorno, y estudió en la Universidad de Pisa donde fue alumno de distinguidos científicos. Comenzó a enseñar en Livorno, donde era canónigo, y su fama hizo que el cardenal Leopoldo de Médici, hijo del del Gran Duque de Toscana Cosme II de Médici y hermano del futuro Gran Duque Fernando II de Médici, lo enviara en 1666 a la isla de Gorgona para estudiar los eclipses de Luna. Obtuvo la cátedra de Lógica, y luego la de Filosofía, en la Universidad de Pisa. Aparte de la docencia, se ocupó en muchos asuntos de otros campos; hai noticias de su contribución en el proyecto de mejora drl puerto de Livorno, y participó en muchos proyectos para construir máquinas y edificios.
Fue muy activo en el debate sobre diversas cuestiones científicas de la época, como la estructura de la Tierra, el fenómeno de las mareas, el Cosmos, el movimiento perpetuo, o el atomismo, y fue convidado varias veces a admitir que sus escritos y teorías eran obras de ficción, o místicas como las calificaron Galileo Galilei y Geminiano Montanari en su controversia.
Precisamente, debido a sus ideas se vio obligado a abandonar el Gran Ducado de Toscana, trasladándose a Turín, capital del Ducado de Saboya, donde falleció.

## Algunas obras
- Antignome Fisico-Matematiche Con Il Nuovo Orbe, 1667.
- Dimostrazione fisicomatematica delle sette proposizioni che promesse Donato Rossetti ... al sereniss.mo Cosimo 3. Principe di Toscana, 1668.
- Lettera del dottor Donato Rossetti al signor dottor Carlo Fracassati, 1668.
- Fortificazione a Rovescio di Donato Rossetti canonico di Livorno, dott. In sac. Teologia, 1678. Reeditado en 2018 por Forgotten Books, Londres. ISBN  978-1-3967-0004-0.